# 廣尾Garden Hills

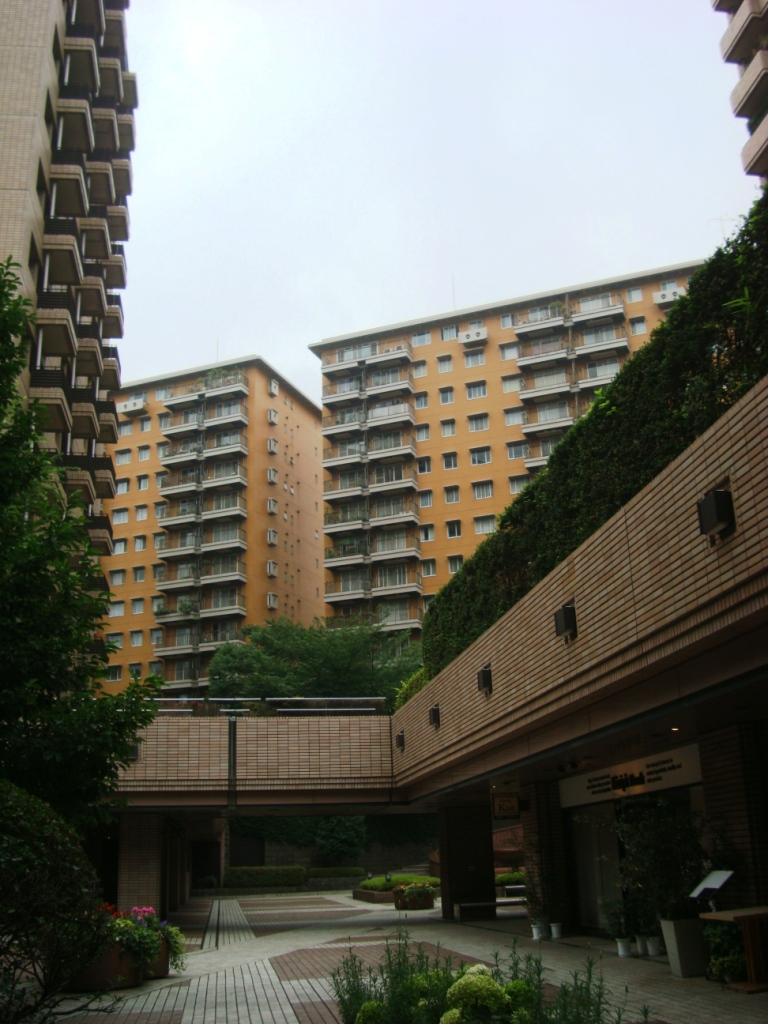

廣尾Garden Hills（日语：広尾ガーデンヒルズ）是位於日本東京都澀谷區廣尾的一座大規模公寓，由住友不動產、三井不動產、三菱地所、第一生命保險四家公司共同開發。這座公寓在1987年2月竣工，獲得第29屆BCS賞。這座公寓群由五棟公寓構成。該公寓人氣極高，在出售當天即全部售罄，現仍然在二手房市場有極高人氣。2008年至2013年，在該公寓西北側修建了大規模公寓廣尾Garden Foreset。